# Guéthenoc
Pour les articles homonymes, voir Guézennec.
Guéthenoc est un saint breton ayant vécu au Ve siècle. 

## Graphie du nom
Le nom connait plusieurs orthographes : Guethenoc, Guéthnec, Guézennec, Gwezheneg, Guéhénec, Guéhenneuc, Guennec, Guinou, Guinnous, Guithénoc, Guéhenocus, Guénoc, Guéneuc, Guinau, Venec, Vennec, Vinec, Veneuc, Venoc, Wihenoc, Wéthénoc, Ethinoc, Ithinouc, Hinec, Izinieux, Ithizieux ou Gueveneux,.

## Hagiographie
Né au pays de Galles, de noble extraction, le père de Guéthenoc s'appelait Fragan. Vers 418, ce dernier émigre en Armorique et s’arrête sur les rives du Gouët aux environs de Saint-Brieuc en un lieu appelé aujourd’hui Ploufragan. Il était accompagné de ses deux jeunes fils, les futurs saint Jacut et Guéthenoc, ainsi que de leur mère, sainte Gwenn (ou Guen), que l'on représente souvent avec trois mamelles, selon le nombre de ses fils. À peine arrivée, Gwenn donne naissance à un troisième garçon : saint Gwenolé (ou saint Guénolé), le futur abbé de Landevennec et à une fille : sainte Klerwi.
Guéthenoc et Jacut construisirent ensemble l'abbaye de Saint-Jacut à Landouar (presqu'île de Saint-Jacut-de-la-Mer). Puis Guéthenoc rejoignit Guénolé. Les deux frères longèrent les côtes pour rencontrer les Bretons chassés de Grande-Bretagne qui se réfugiaient en Armorique.

## Ses traces et ses lieux de culte dans la Bretagne actuelle
- Briec (Finistère): chapelle Saint-Vennec
- Quemper-Guézennec (Côtes-d'Armor)
- Lanrivoaré (Finistère) : chapelle Saint-Venec
- Combrit (Finistère) : chapelle Notre-Dame-de-la-Clarté, dite aussi chapelle Saint-Vennec[3].
- Roudouallec (Morbihan): fontaine de dévotion Saint-Venec[4].
- Les communes de Langueux et Trégueux.

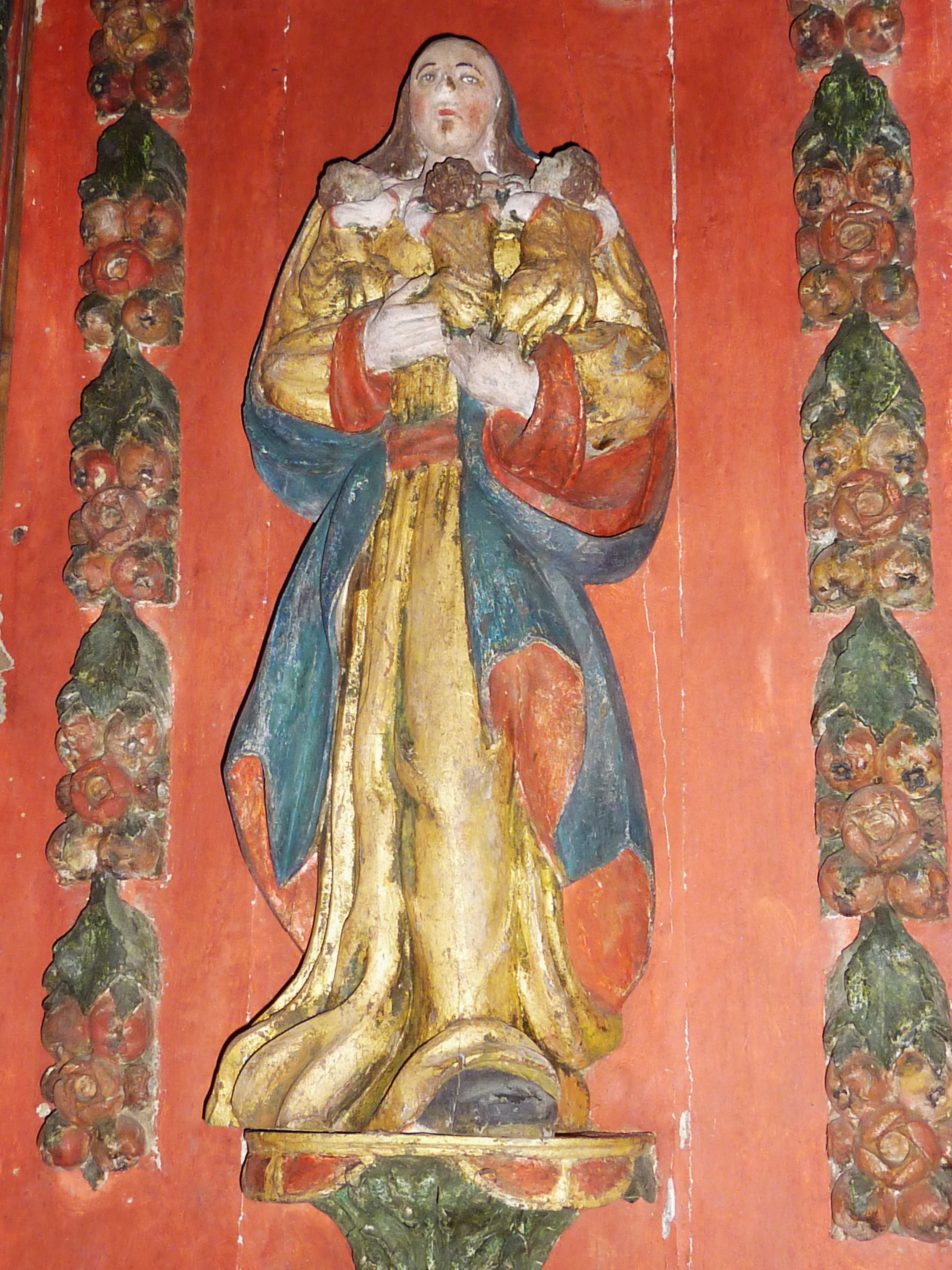
Plougastel-Daoulas, chapelle Saint-Guénolé, retable de Saint-Louis, statue de sainte Guen allaitant ses trois enfants.
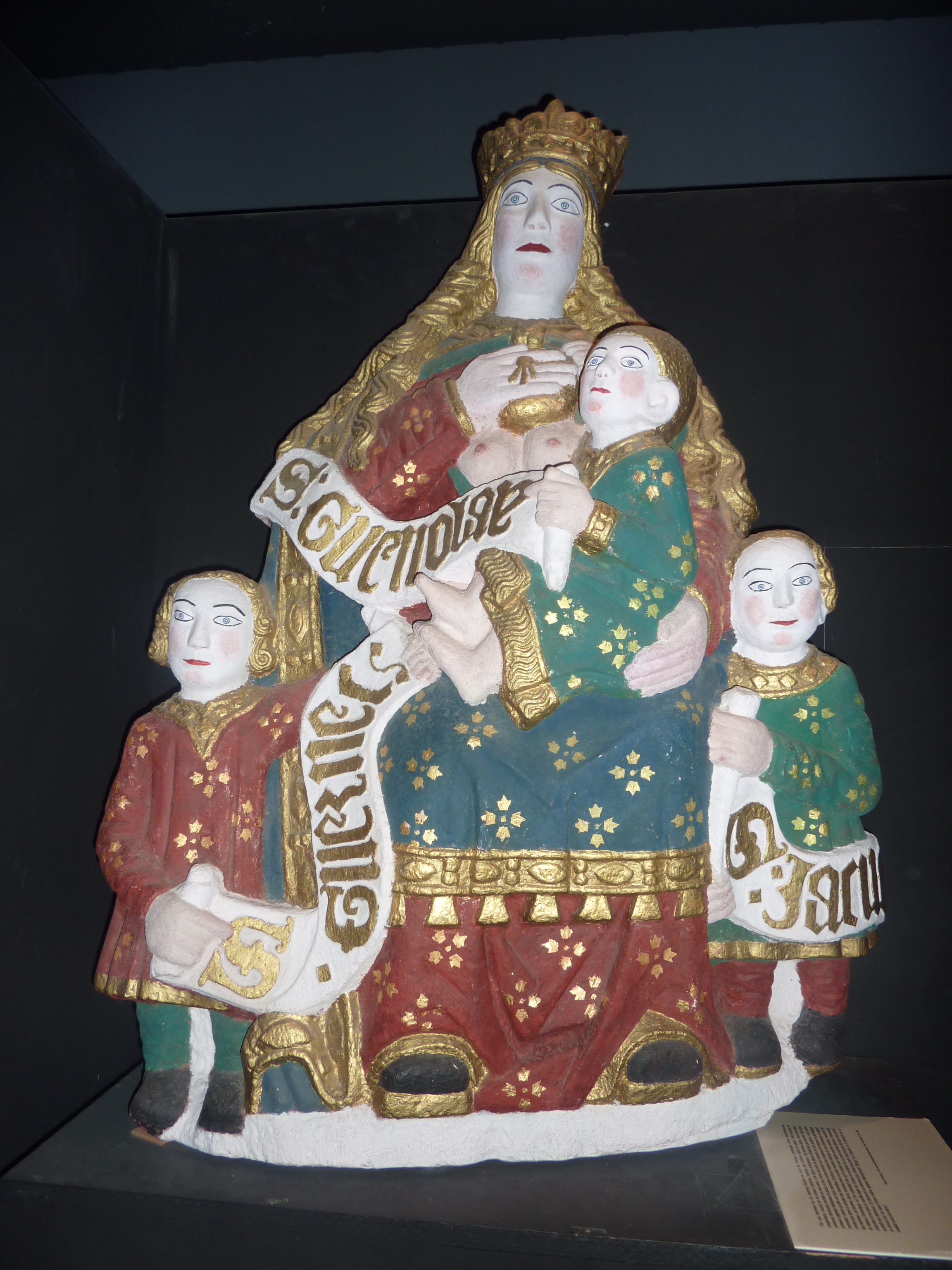
Briec, chapelle Saint-Vennec, statue de sainte Gwenn ; saint Vennec est à droite de sa mère, sainte Gwenn (Musée de l'ancienne abbaye de Landévennec).
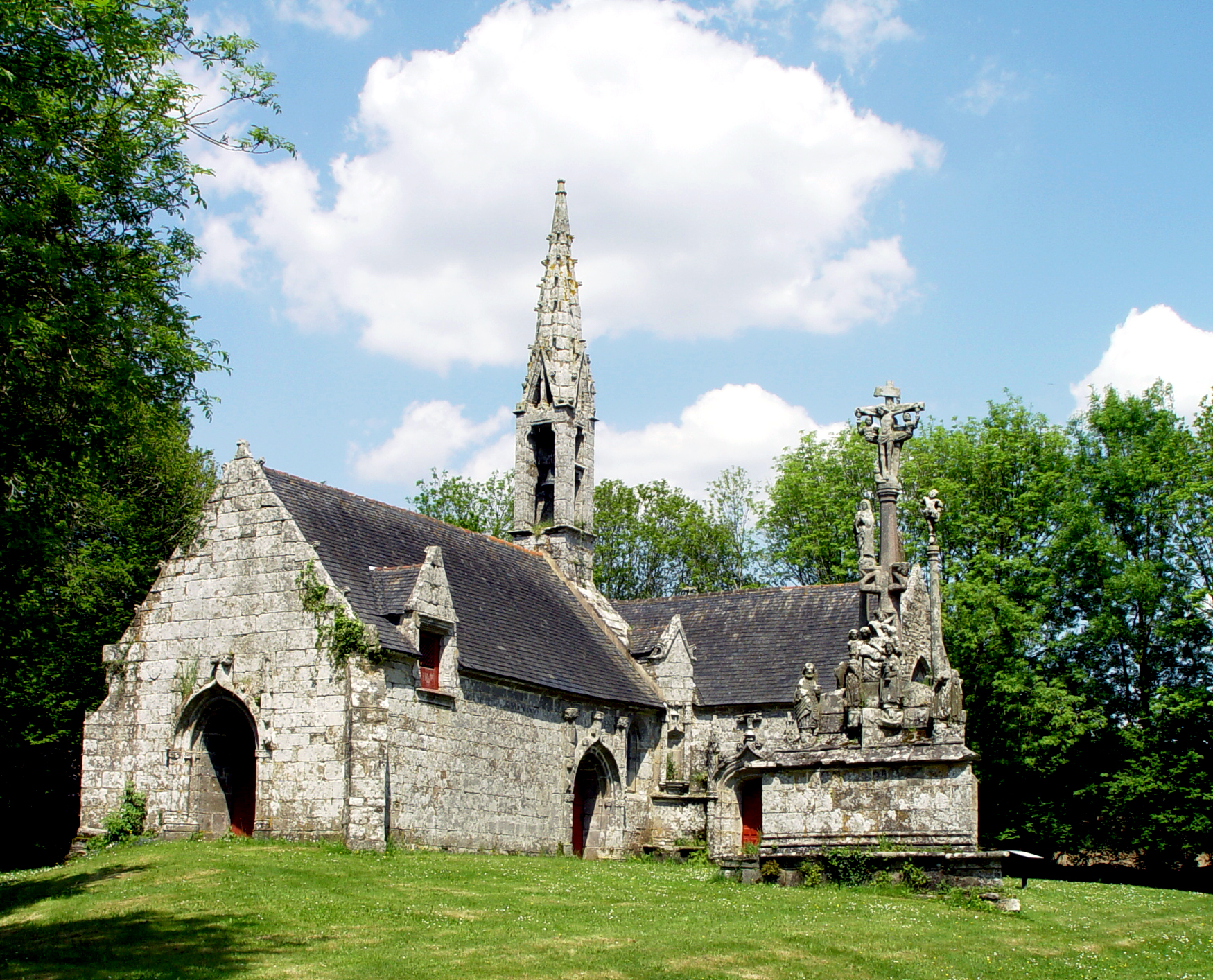
Briec : la chapelle Saint-Vennec et son calvaire
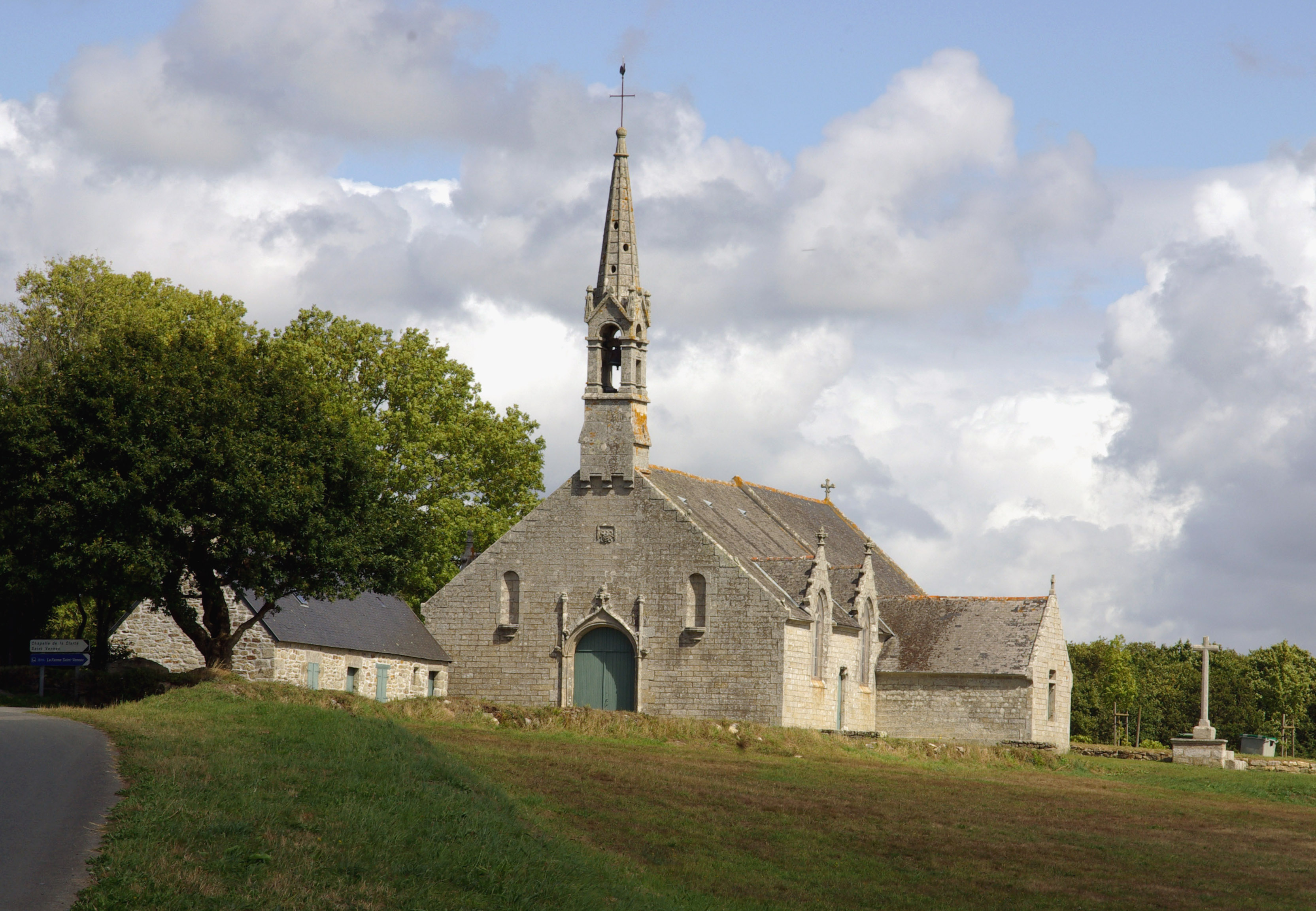
Combrit : la chapelle Notre-Dame-de-la-Clarté, dite aussi chapelle Saint-Vennec.